# Хамдан Кармат
Хамдан Кармат ибн аль-Ашас (араб. حمدان قرمط بن الأشعث‎, IX век, эль-Дур, Фурат Бадакла, близ эль-Куфы — после 899 года) — исламский (шиитско-исмаилитский) религиозный деятель, даи, действовавший в нижнем Ираке. Будучи обращённым в исмаилизм аль-Хусейном аль-Ахвази, он активно продвигал новую религию, ведя успешную проповедь в Саламии. Он обучил нескольких миссионеров, наиболее успешным из которых стал его зять Абу Мухаммад Абдан. После того, как основатель Фатимидского халифата Убайдаллах провозгласил себя махди, Хамдан откололся от него и организовал собственное течение карматов в Саламии, вероятно, став его эпонимом (хотя существует и версия, что это наоборот он взял свой лакаб от названия течения), однако вскоре был либо убит, либо, по предположению историка Вильферда Маделунга, предал своё течение и всё же воссоединился с Фатимидами.

## Биография

### До начала миссионерской деятельности
Хамдан ибн аль-Ашас родился в небольшой деревне эль-Дур в районе Фурат Бадакла близ эль-Куфы. Согласно историку А. Е. Крымскому, он происходил из презираемого южноаравийского племени севадских набатеев, состоявшего из крестьян и рабов. Первоначально Хамдан занимался перегонкой верблюдов. Информация о нём в источниках впервые появляется после того, как исмаилитский даи аль-Хусейн аль-Ахвази обратил его в свою веру. Согласно средневековым историкам, в частности Аху Мухсину, это произошло примерно в 261 (874/75 год от Р.Х.) или 264 (877/78 год от Р.Х.) году хиджры. По словам арабского историка X века Ибн Джарира ат-Табари, аль-Ахвази вдохновил Хамдана и многих своих последователей тем, что «вёл полную воздержания и набожности жизнь, очень много молился — до пятидесяти молитв днём и ночью».
Считается, что лакаб Хамдана «Кармат» с высокой долей вероятности имеет арамейское происхождение. В источниках зафиксированы различные формы и значения: согласно ат-Табари его звали «Кармитах» («Красноглазый»); ан-Наубахти и Низам аль-Мульк приводили уменьшительное прозвище «Карматик». Существует и предположение, что это слово означает «Коротконогий» — в частности, его высказывал де Гуе. По предположению одного из основоположников исмаилитоведения В. А. Иванова, это слово означало «крестьянин», либо «сельский житель». Иванов также согласился с тем, что оно имеет не арабское происхождение. А. Е. Крымский и религиовед Мария Кича писали, что данное слово может означать «уродливый». Схожее по смыслу толкование «Человек с обезображенным лицом» дал историк Игорь Сенченко, однако он посчитал, что данное слово происходит из одного из месопотамских диалектов арабского языка. И. М. Фильштинский употребил слово «Кармати», не рассказывая о его значении. Традиционно считается, что последователи Хамдана получили своё наименование «карматы» именно от его лакаба. Однако известно, что персидский ученый-шиит из числа двунадесятников аль-Фазл ибн Шадхан из Нишапура, умерший в 873/74 году, написал опровержение на карматские доктрины. Это означает, что либо Хамдан стал активным за несколько лет до даты, указанной в источниках, либо, наоборот, он взял свою фамилию от группировки, к которой примкнул, а не наоборот.

### Начало миссионерской службы
Обративший Хамдана аль-Хусейн аль-Ахвази проповедовал от имени исмаилитского руководства в Саламии, и, когда он скончался или покинул этот район, Хамдан возглавил деятельность его последователей в регионе. Первоначально он находился в Саламии и руководил обращением сельского населения в пригородах эль-Куфы, но вскоре перебрался в Кальваду к югу от столицы халифата, Багдада, где смог обратить в новую веру многих крестьян из числа бедуинских племён. Успеху его деятельности во многом способствовало беспокойное время, с которым столкнулся Ближний Восток в этот период. Халифат был значительно ослаблен из-за внутренних противоречий и представлял собой лишь тень былого величия эпохи Харуна ар-Рашида. Ирак же сотрясали восстания зинджей (лидера которых ранее пытался привлечь на свою сторону аль-Ахвази). В то же время многие последователи двунадесятной ветви шиизма оказались крайне недовольны своим политическим руководством, которое страдало из-за квиетизма, и из-за вакуума, образовавшегося после смерти одиннадцатого имама Хасана аль-Аскари и предполагаемой «оккультизации» в 874 году его малолетнего сына Мухаммада аль-Махди. В этой обстановке хилиазм исмаилитов, проповедовавших скорое возвращении махди и начало новой мессианской эры справедливости и откровения истинной религии, был очень привлекателен для недовольных шиитов.
В своей миссии Хамдан действовал не один. Наиболее выдающимся из его сподвижников и учеников являлся его зять Абу Мухаммад Абдан, который, по словам исламоведа Фархада Дафтари, пользовался значительной степенью независимости и руководил собственной группой даи в Ираке, Бахрейне и южной Персии. Он был образованным теологом. Вместе они обучили группу новых исмаилитских проповедников. Среди них, по ряду версий, были Абу Саид аль-Джаннаби (Персия, Бахрейн), Али ибн аль-Фадль и Ибн Хаушаб (Йемен). Благодаря деятельности последнего произошло обращение Абу Абдаллаха аш-Ши'и, который после этого, в 899 году, отправился в Магриб и начал успешное обращение племён Кутама, которые свергли Аглабидов, эмиров Ифрикии. Это привело к установлению Фатимидского халифата, самого могущественного исмаилитского государства в истории. Кроме этого, согласно суннитскому ересиологу XI века Ибн Тахиру аль-Багдади, действовавший на юге Персии даи аль-Мамун был братом Хамдана.
С новообращённых люди Хамдана собирали налоги в размере одной пятой дохода, которые предназначались махди для того, чтобы ускорить его возвращение. И хотя Хамдан вёл переписку с группой, располагавшейся в Саламии, его личность оставалась скрыта от посторонних глаз, в связи с чем он мог вести собственную политическую деятельность на местном уровне. В 880 году он даже сделал предложение о союзе лидеру мятежников-зинджей Али ибн Мухаммеду, которое последний отверг. В 890/91 году Хамдан основал укреплённое убежище для своих сторонников недалеко от эль-Куфы.
В те годы восстание зинджей уже было подавлено, но власть халифа всё ещё оставалась слаба. Лишь в 891/92 году официальный Багдад принялся активно осуждать новую религию в ответ на нарастающее количество сообщений из эль-Куфы о возросшей активности сторонников Хамдана Кармата. Однако каких-то реальных действий против них они так и не предприняли. Поскольку сторонники Хамдана первыми попали в поле зрения Аббасидов, наименование «карматы» вскоре стало нарицательным: оно используется во всех суннитских источниках для описаниях всех исмаилитов, живших вне Фатимидского халифата, даже к тем, кто отверг раскол, который устроил Хамдан.

#### Доктрина
Прямых сведений о доктрине, которую проповедовал Хамдан и его сторонники нет, но современные исследователи, в частности, Фархад Дафтари, считают, что она мало отличалась от исмаилитской доктрины, которую распространяли сторонники Фатимидов из Саламии, и поэтому её описание вполне можно найти в трудах ан-Наубахти и Ибн Бабавайха. Они предвещали скорое возвращение седьмого имама Мухаммада ибн Исмаила как обещанного махди и начало новой мессианской эры всеобщей справедливости, которая откроет своим последователям скрытые истины исламской веры. До тех пор доступ к знаниям был ограничен, и лишь немногие посвящённые могли узнать часть замысла имама, но даже им он не был доступен полностью. Из-за подобных верований карматы часто отказывались от традиционных исламских законов и ритуалов. Прочие исламские летописи тех лет утверждают, что это привело к развратному поведению среди них, но они не заслуживают доверия, поскольку отношение их авторов к карматам было резко враждебным. Ибн Давадари, египетский историк, писал, что Хамдан Кармат якобы ввёл закон об общности жён, как и некоторые другие исмаилитские миссионеры. Насколько правдиво это сообщение, неизвестно.
Хамдан Кармат внушил, что обряды и всякие внешние религиозные предписания излишни, и провозгласил, что исмаилитам Аллах разрешает безнаказанно грабить имущество и проливать кровь своих противников-мусульман. Бахрейнские карматы стояли к исламу ближе, чем южноиракские: принципиально они не отвергали Корана, а объясняли его иносказательно (отсюда их прозвище «батиниты», то есть аллегористы). У карматов не было мечетей, они не совершали молитв и не соблюдали пост в месяц Рамадан, но они разрешали более ортодоксальным мусульманам, жившим среди них, соблюдать свои обычаи.

### Разрыв и возможное примирение с Саламией
В 899 году после смерти исмаилитского проповедника в Саламии во главе движения стал Саид ибн аль-Хусейн, будущий основатель независимого Фатимидского халифата (под именем Убайдаллах аль-Махди). Заполучив пост, он начал вносить значительные изменения в доктрину исмаилизма, что сильно обеспокоило Хамдана Кармата и его последователей. По его распоряжению в Саламию отправился Абу Мухаммад Абдан, который должен был получить ответы на беспокоящие Хамдана вопросы. Вместо того, чтобы задать прямой вопрос Саиду, он провёл расследование в рядах его сторонников, благодаря которому узнал, что он утверждает, что сам является ожидаемым махди и не собирается ждать возвращения Мухаммеда ибн Исмаила. Это вызвало серьёзный раскол в исмаилитском движении, поскольку Хамдан решительно осудил Саида и поддерживающих его решение руководителей даи в Сирии. Он собрал под своим руководством иракских даи и приказал им прекратить миссионерскую деятельность до уточнения дальнейших взаимоотношений с руководством в Саламии. Вскоре после этого Хамдан «исчез» со своей базы в Кальвадхе. Религиозный писатель XIII века Ибн Малик в своём труде резкой антиисмаилитской направленности рассказал, что Хамдан мог быть убит в Багдаде, однако историки относятся к его словам крайне скептично. В то же время Ибн Хаукаль, писавший свой труд в 970-х годах, утверждал, что он примирился с Саидом и стал проповедовать идеи Фатимидов под именем Абу Али Хасана ибн Ахмада. Согласно историку Вильферду Маделунгу, учитывая фатимидские симпатии Ибн Хаукаля и его дружбу с сыном Абу Али, эта информация вполне может быть достоверной.
Абу Али Хасан ибн Ахмад заявлял о своём происхождении от Муслима ибн Акиля ибн Абу Талиба. Он поселился в Фустате, столице Египта. Оттуда он попытался заручиться поддержкой последователей Хамдана, но большинство из них отказались. В то же время Ибн Хаушаб в Йемене и Абу Абдаллах аш-Ши’и в Ифрикии, однако, приняли его предложение о верховенстве и предложили его кандидатуру в качестве посредника во время переговоров с Саидом. В 904/05 году из-за угрозы жизни последний бежал из Саламии и провёл год в Фустате. Его безопасность доверили именно Абу Али. После того, как в 909 году Саид провозгласил халифат Фатимидов в Ифрикии, Абу Али направился к нему и был отправлен распространять веру в Малой Азии. Там его схватили и заключили в тюрьму на пять лет. Вскоре после освобождения он вернулся в Ифрикию, и сын Саида, будущий халиф Мухаммад аль-Каим Биамриллах, назначил его главным среди даи, даровав титул «баб аль-Абваб» («Врата Врат»). На этом посту он написал труды, разъясняющие доктрину Фатимидов; в «Уммахат аль-Ислам» он опроверг использование философии, распространённой среди антифатимидских восточных исмаилитов (в том числе последователей Хамдана Кармата), и «утвердил главенство принципа таухиля, эзотерического толкования, в религиозном учении исмаилитов». В 933 году он скончался. На посту главного даи халифата его сменил его сын Абу-ль-Хасан Мухаммад ибн Хасан.

## Наследие Хамдана
После исчезновения Хамдана термин «карматы» сохранился за всеми исмаилитами, которые отказывались признавать притязания Саида, а затем и династии Фатимидов на имамат. Иногда прочие мусульмане использовали это слово как уничижительное прозвище для сторонников самих Фатимидов. В том же году, когда Хамдан таинственно исчез, Абу Мухаммеда убили по наущению Закаравайха ибн Михравейха и по прямому указанию из Саламии. Последователи Хамдана и Абу Мухаммада угрожали убить Закаравайха, который был вынужден скрыться. После этого назначенные Абу Мухаммадом даи возобновили свою работу, осудив претензии Саида и продолжив распространять карматское движение, хотя они часто упоминали именно Абу Мухаммада, а не Хамдана Кармата в качестве источника положивших основы движения работ. После этого карматское движение просуществовало в нижнем Ираке несколько десятилетий, а их учение приписывалось в основном Абу Мухаммаду.
В Сирийской пустыне и нижнем Ираке Закаравайх вскоре взял на себя инициативу, сначала тайно. Через своих сыновей он спонсировал большое восстание в Сирии в 902—903 годах, которое завершилось полным разгромом при Таманне в 903 году. Вполне вероятно, что оно было задумано как профатимидская революция, но вызвало крупномасштабную ответную реакцию Аббасидов. Внимание к нему заставило Саида покинуть Саламию и отправиться в Магриб, где он основал государство Фатимидов в Ифрикии. Сам Закаравайх появился в 906 году, объявив себя махди, чтобы возглавить последние нападения карматов на Аббасидов в Ираке, но в начале следующего года был разбит и взят в плен. Наибольший успех карматы обрели в Бахрейне, где Абу Саид аль-Джаннаби, посланный в регион ок. 886/87 годов, а также Хамдан и Абу Мухаммад основали независимое карматское государство, которое в X веке стало представлять серьёзную угрозу для аббасидских владений в Ираке. В 930 году Абу Тахир аль-Джаннаби даже организовал полномасштабное вторжение, в ходе которого его отряды едва не дошли до Багдада. Другие карматские группы существовали независимо в Йемене, Рее и Хорасане.